# Edifici al carrer de Llovera, 1
L'Edifici al carrer de Llovera, 1 és un habitatge situat a la plaça de Prim, al costat de la casa Roca Oller (tot i tenir l'adreça al carrer de Llovera), del municipi de Reus (Baix Camp) inclòs en l'Inventari del Patrimoni Arquitectònic de Catalunya com a Bé Cultural d'Interès Local.

## Descripció
És un edifici entre mitgeres de planta baixa, quatre pisos i terrat. La façana és de composició simètrica i de poca amplada. La planta baixa està destinada a ús comercial. L'element destacat és una tribuna a la primera planta, que agafa tot l'ample de la façana, emmarcada per quatre columnes amb capitells corintis. Aquesta tribuna és la base de les obertures allindanades del segon pis, coronades per quatre mènsules molt ornamentades amb intercalació de garlanda floral. Hi ha un element ornamental al tercer i quart pis en la llinda i contorn de les obertures. Corona la façana una faixa de dentellons i cornisa volada, balustrada de balustres i una hídria a cada costat.

## Història
Hi ha documentació referent a unes reformes fetes a l'edifici, firmades per Josep Subietas, i d'altres, relacionades amb la construcció de la tribuna i firmades per l'arquitecte Pere Caselles.